# 르아브르 (영화)
《르 아브르》(Le Havre)는 아키 카우리스마키가 각본, 감독을 맡은 2011년에 개봉한 코미디 드라마 영화로, 앙드레 빌름스와 카티 오우티넨, 장피에르 다루생, 블롱댕 미겔이 주연을 맡았다. 프랑스 항구 도시 르아브르에서 이민자 소년을 구하려는 구두닦이의 내용을 다루고 있다. 아키 카우리스마키의 핀란드 회사인 스푸트니크와 프랑스, 독일에 공동 제작사들과 함께 제작되었다. 1992년에 개봉한 《보헤미안의 삶》 이후로 카우리스마키 감독의 두 번째 프랑스어 영화이다.
2011년 칸 영화제 경쟁작으로 출품되어 첫 상영을 하였고, 국제 영화 비평가 협회 상을 받았다. 카우리스마키는 이 영화로 항구 도시의 삶을 다루는 트릴로리 세 편 중 첫 번째 작품으로 시작하였다. 그의 다음 소망으로는 스페인과 독일에서 각각의 지역 언어로 촬영하는 것이라고 한다.

## 줄거리
과거에 작가를 꿈꿨지만 현재는 항구 도시 르아브르에서 구두닦이로 소박하게 살아가는 마르셀 막스. 그는 아내 아를레티, 단골 술집과 함께 평범한 일상을 보낸다. 그러던 어느 날, 아를레티가 갑자기 심각한 병에 걸리고, 마르셀은 아프리카에서 온 불법 이민자 어린 소년과 우연히 만나게 된다. 마르셀은 소년을 경찰로부터 숨기기로 결심하고, 이웃 주민들과 함께 그를 돕는다. 경찰은 그들의 뒤를 쫓고 있지만, 소년을 보호하려는 마르셀과 마을 사람들의 노력은 계속된다. 과연 경찰의 추적을 따돌리고 소년을 안전하게 지켜낼 수 있을지, 이 과정에서 펼쳐지는 예측불허의 이야기가 르아브르를 배경으로 전개된다.

## 캐스팅
- 앙드레 빌름스 - 마르셀 막스
- 카티 오우티넨 - 아를레티
- 장피에르 다루생 - 모네
- 블롱댕 미겔 - 이드리사
- 엘리나 살로 - 클레어
- 에블린 디디 - 이베트
- 쿽 쭝 응웬 - 챙
- 라이카 - 라이카
- 프랑수아 모니에 - 식료품상
- 로베르토 피아자 - 밥
- 피에르 에택스 - 의사
- 장피에르 레오 - 고발자